# Нова Александровка (Старошайговський район)
Нова Алекса́ндровка (рос. Новая Александровка, ерз. Новая Александровка) — село у складі Старошайговського району Мордовії, Росія. Входить до складу Новофедоровського сільського поселення.
Населення — 206 осіб (2010; 28 у 2002).
Національний склад (станом на 2002 рік):
- росіяни — 75 %